# Frenologie

Cap frenologic, după L.N. Fowler

Frenologia (din limba greacă: φρην, phren = minte, suflet; și λόγος, logos = cunoaștere, studiu) este o teorie în antropologia fizică , enunțată la începutul secolului al XIX-lea de Franz Joseph Gall (1758-1828), după care studierea variațiilor morfologice exterioare ale cutiei craniene ar furniza informații asupra respectivelor regiuni ale creierului și funcțiilor sale. Chiar dacă frenologia enunța unele ipoteze juste privind organizația creierului în zone precise, ea a fost în bună parte abandonată o dată cu dezvoltarea metodelor moderne de studiu al diferențierii cerebrale funcționale. Frenologia s-a bucurat la început de o largă receptivitate și a contribuit la încetățenirea ideii în științele medicale, după care creierul este organul activității psihice și că în anumite zone ale creierului sunt localizate funcțiuni specifice. Totuși, premiza de bază a frenologiei, conform căreia personalitatea este determinată de forma craniului, nu a putut fi verificată. Frenologia nu trebuie confundată cu Craniometria, în care se efectuează măsurători ale craniului (mărime, greutate, formă), sau cu observarea fizionomiei, prin care se studiază trăsăturile feței.

## Istoric și principii de bază

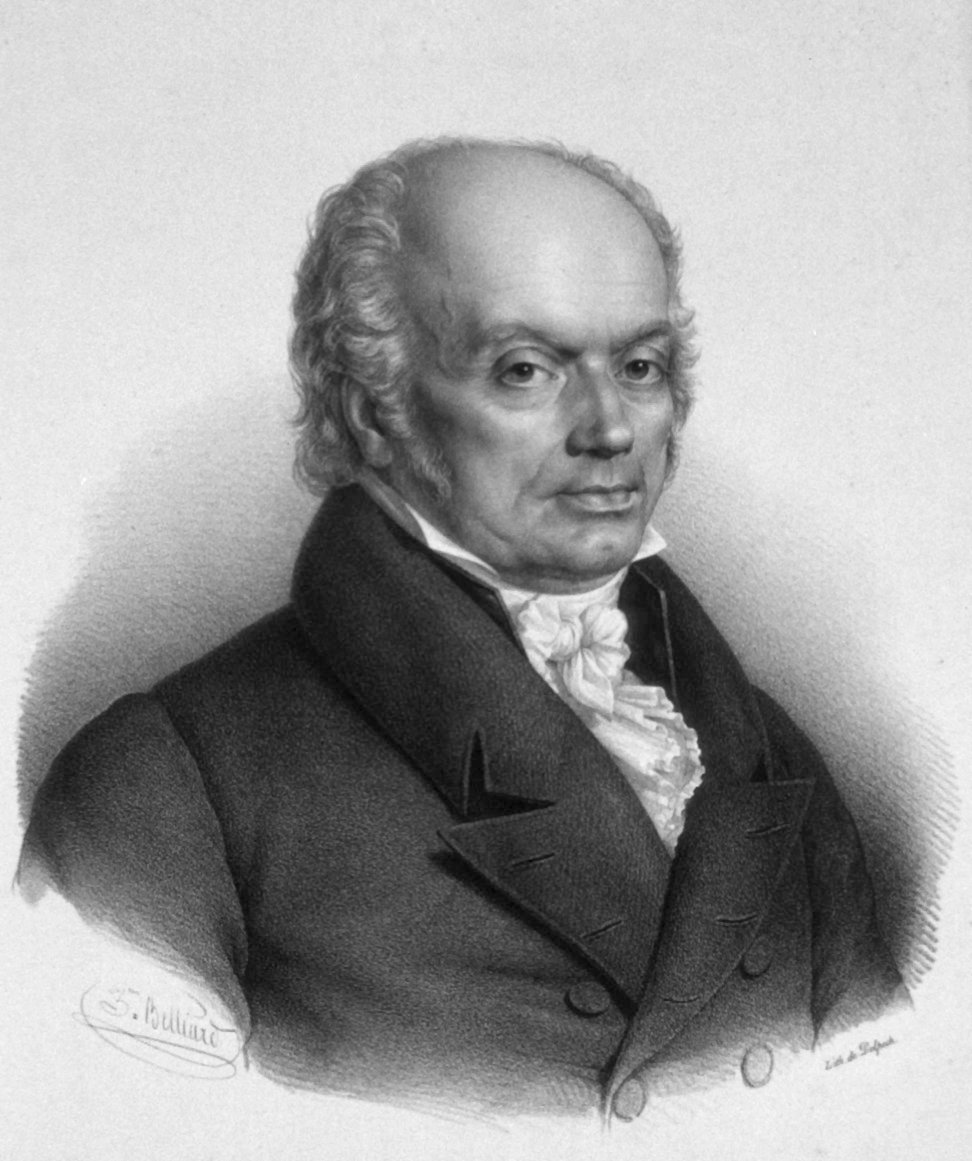
Franz Joseph Gall

Deja în lucrările lui Aristotel se conturează ideea, conform căreia personalitatea umană este localizată în cap. Totuși principiile frenologiei vor fi enunțate în epoca modernă de către medicul austriac stabilit în Franța, Franz Joseph Gall în lucrarea sa fundamentală publicată la Paris în 1820: Anatomie et physiolgie du système nerveux en général et du cerveau en particulier avec des observations sur la possibilité de reconnaître plusieurs dispositions intellectuelles et morales de l'homme et des animaux par la configuration de leur tête ("Anatomia și fiziologia sistemului nervos în general și a creierului în particular cu observații asupra posibilității de a recunoaște multe trăsături intelectuale și morale ale omului sau animalelor după configurația capului"), titlu în care definește pe scurt concepția și metoda sa, pe care el a denumit-o "cranioscopie". Termenul de "frenologie" a fost introdus de discipolul și colaboratorul său, Johann Spurzheim (1776-1832), care a popularizat această nouă disciplină prin călătorii și conferințe în Marea Britanie și America. 

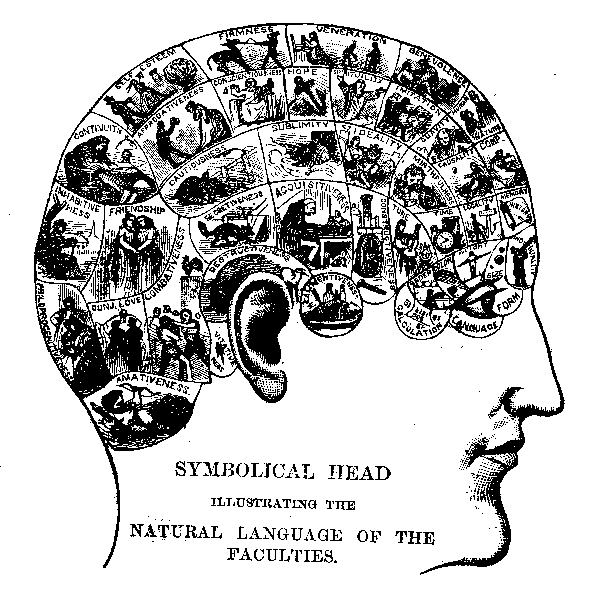
O "hartă" frenologică a creierului

În introducerea la opera sa, Gall enunță principiile fundamentale ale doctrinei sale:
- Atât morala cât și capacitățile intelectuale sunt înăscute
- Exercitarea sau manifestarea lor ține de felul cum sunt organizate
- Creierul este organul tuturor înclinațiilor, sentimentelor și caracterului
- Acestor proprietăți corespund zone bine delimitate în creier care diferă unele de altele
- Forma craniului reprezintă forma creierului și reflectă astfel dezvoltarea relativă a creierului ca organ.

În versiunea originală a lui Gall, ar exista 27 "organe" diferite ale creierului, care se pot observa la exterior pe craniu sub forma unor proeminențe vizibile ("bose craniene").
În 1820 se înființează Scoția The Edinburgh Phrenology Society, care începând cu anul 1823 publică o revistă proprie. Deosebit de activi au fost frații George Combe (1788-1858) și Anrdew Combe (1797-1847). În America, frații Lorenzo Niles Fowler (1811-1896 și Orson Squire Fowler (1809-1887) au fost reprezentanții de prim rang ai frenologiei. Primul se stabilește mai târziu în Anglia, unde înființează The British Phrenological Society. El s-a făcut celebru prin realizarea "capului frenologic", care a devenit simbolul frenologiei. Această doctrină nu a fost totuși acceptată de cele mai multe academii științifice, fiind, de exemplu, exclusă din programul său de către British Association for the Advancement of Science ("Asociația britanică pentru progresul științei").

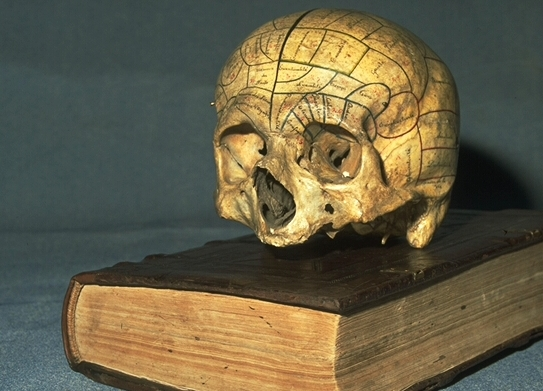
Craniu frenologic - Colecția Gall a Muzeului de Anatomie din Lyon

Raportând fenomenele psihice la organizarea fiziologică a creierului, Franz Gall a influențat dezvoltarea psiholgiei și psihiatriei moderne, fapt ce rezultă din lucrările psihiatrilor francezi Esquirol (1772-1840) și François Broussais (1772-1838). Impresionanta sa colecție craniologică, achiziționată în 1831 de "Muséum de Paris", a dat un impuls cercetărilor antropologice ale lui André Serres și - mai ales - teoriilor localizatoare ale limbajului în creier enunțate de Paul Broca (1824-1880) în Franța și Carl Wernicke (1848-1905) în Germania.
Perioada de dezvoltare maximă a frenologiei a durat până către anul 1860, după care a fost pentru un timp abandonată ca temă de cercetare obiectivă. În publicul larg s-a bucurat mai departe de popularitate, scrierile inspirate din doctrina frenologică fiind printre cele mai citite publicații din acea epocă.

### Frenologia în secolul al XX-lea
La începutul secolului al XX-lea, frenologia a fost readusă în actualitate, în special pe baza teoriilor evoluționiste și în domeniul antropologiei criminalistice. O deosebită atenție au atras lucrările psihiatrului englez Bernard Hollander (1864-1934), The Mental Function of the Brain ("Funcția psihică a creierului", 1901) și Scientific Phrenology ("Frenologie științifică", 1902), în care întreprinde o reevaluare a doctrinei lui Franz Gall.
În Belgia, Paul Bouts (1900-1999) reunește teoria frenologică cu datele de tipologie și grafologie, dezvoltând o disciplină nouă, pe care o denumește "Psihognomie", cu aplicabilitate în domeniul pedagogiei. El vedea în frenologie un mijloc de îmbunătățire al procesului de învățare din școli, prin adaptarea lui la caracteristicile individuale diferite ale elevilor.
În anul 1983, psihologul englez Peter Cooper înființează The London Phrenology Company, cu scopul de a stimula din nou interesul pentru frenologie, a cărei aplicare ar permite o mai bună cunoaștere a propriei persoane. În felul acesta frenologia capătă o nouă dimensiune pe baza cunoscutului dicton: "Cunoaște-te pe tine însuți" (gnóthi seautón, Socrate).
Creierele unor personalități celebre, ca Einstein sau Lenin sunt conservate și studiate, pentru a se putea descoperi eventual trăsăturile organice caracteristice genialității.
Ideologia nazistă a manipulat datele craniometriei pentru a da o aparență de fundament științific teoriilor rasiste, care au dus în cele din urmă la crimele de genocid.
Fără îndoială, în ansamblul ei frenologia a fost eronată, localizând în creier și trăsături abstracte cum ar fi sinceritatea sau răutatea, dar contribuția lui Franz Gall la dezvoltarea fiziologiei creierului a fost de prim rang. Aceasta ilustrează realitatea științei, care tatonează cu diverse ipoteze, ce pot fi într-un anumit moment confirmate sau infirmate, conform "teoriei falsității" a lui Karl Popper.